# Ларкинс, Эрлана
Эрлана Ла’Ней Ларкинс (англ. Erlana La'Nay Larkins; род. 2 апреля 1986 года, Уэст-Палм-Бич, штат Флорида, США) — американская профессиональная баскетболистка, выступала в женской национальной баскетбольной ассоциации. Была выбрана на драфте ВНБА 2008 года в первом раунде под общим четырнадцатым номером клубом «Нью-Йорк Либерти». Играет на позиции тяжёлого форварда.

## Ранние годы
Эрлана родилась 2 апреля 1986 года в городе Уэст-Палм-Бич (Флорида) в семье Эрла и Виктории Ларкинс, а училась в соседнем городе Норт-Палм-Бич в средней школе Бенджамин, в которой играла за местную баскетбольную команду.